# Peter Maxwill
Peter Maxwill (* 1987) ist ein deutscher Journalist und Autor. Seit 2021 ist er Korrespondent des Spiegels in Leipzig.

## Leben
2007 erlangte Maxwill am Mariengymnasium in Warendorf das Abitur. Schon als Schüler schrieb er in freier Mitarbeit für die Westfälischen Nachrichten. Er arbeitete insgesamt sieben Jahre lang als Lokalreporter für die Zeitung.
Maxwill studierte Germanistik und Geschichtswissenschaft an den Universitäten Münster, Hamburg und Rom. Parallel absolvierte er eine Ausbildung zum Journalisten am Institut zur Förderung publizistischen Nachwuchses in München.
Für die Zeit von 2013 bis 2018 wurde Maxwill vom Landgericht Hamburg als Schöffe verpflichtet, worüber er in einer Artikelserie auf Spiegel Online berichtete.
Bis 2014 arbeitete Maxwill als freier Journalist, unter anderem für Frankfurter Allgemeine Zeitung, WDR, dpa, Katholische Nachrichten-Agentur und Associated Press.
Anfang 2015 kam er als Volontär zu Spiegel Online in Hamburg und wurde dort 2016 fester Redakteur im Ressort „Deutschland Panorama“. Seit Juni 2021 ist Maxwill Korrespondent des Spiegels in Leipzig und berichtet aus den Bundesländern Sachsen, Sachsen-Anhalt und Thüringen.

## Werke
- Mit Recht gegen rechts. ibidem-Verlag, 2016, ISBN 978-3-8382-0967-8.
- Die Reise zum Riss. Ullstein Verlag, 2019, ISBN 978-3-548-06147-4.

## Auszeichnungen
- 2021: Kasseler Demokratie-Impuls für Die Reise zum Riss[6]